# Stenocorus lepturoides
Stenocorus lepturoides là một loài bọ cánh cứng trong họ Cerambycidae.